# Motocross Maniacs
Motocross Maniacs (モトクロス マニアックス) est un jeu vidéo mêlant course de moto-cross et plates-formes, développé et édité par Konami, sorti en 1989 sur Game Boy.
Inspiré d'Excitebike, il propose des circuits composés de tremplins et de loopings. Il est jouable à un ou deux joueurs.

## Système de jeu

### Généralités
Le joueur contrôle une moto-cross en vue de profil. Les circuits se déploient selon un défilement horizontal. Ils comportent différents étages et obstacles (tremplins, loopings, etc.) donnant au jeu un aspect plates-formes. Chaque circuit correspond à un niveau. Pour passer au niveau suivant, le joueur doit terminer le circuit dans un temps donné.
Le jeu intègre un système de records qui s'affiche à chaque niveau réussi.
Canard PC décrit le jeu comme un Excitebike plus farfelu.

### Contrôles
Les contrôles de la moto permettent seulement au joueur d'avancer ou de s'arrêter ; il est impossible de faire marche arrière. Le joueur peut soulever sa roue avant, technique utile pour passer les obstacles et effectuer des cascades aériennes. Si la moto ne retombe pas sur ses deux roues, le pilote chute avant de remonter.
La moto possède aussi la capacité d'utiliser une réserve limitée de « Nitro » qui offre alors une courte accélération. Des réserves additionnelles de nitro peuvent être collectées lors du parcours (signalés par un "N" majuscule). D'autres bonus à collecter lors d'un parcours donné permettent de regagner du temps (signalés par un  "T" majuscule), une vitesse maximale plus élevée ("S" majuscule, qui s'applique jusqu'à la chute du pilote) et des pneus spéciaux pour plus d'adhérence (signalés par un "R" majuscule, disparaissant à la première chute),. Un jetpack peut être obtenu par ce biais, autorisant la moto à s'envoler lors de sauts,. Enfin, en faisant des figures, le joueur peut récupérer un bonus caché : des motards suiveurs.

### Modes
Il existe 8 différents parcours, du plus facile au plus difficile. Chacun dispose de sa propre musique. 3 niveaux de difficulté sont associés à chaque niveaux (A, B, et C) dont la différence concerne le temps imparti au joueur dès le départ pour terminer le niveau.
Il existe trois différents modes de jeu, :
- Un joueur : le joueur complète les parcours les uns après les autres.
- Un joueur contre l'ordinateur : idem que le mode précédent, une moto fantôme jouant le rôle de l'intelligence artificielle. Toutefois, même si le joueur arrive second derrière l'ordinateur, il se qualifiera pour la course suivante selon les mêmes conditions que le premier mode.
- Deux joueurs : deux joueurs peuvent s'affronter sur les différents parcours.

## Accueil
Le jeu a globalement reçu des bonnes critiques de la presse spécialisée.
- Aktueller Software Markt : 8,6/12[8]
- AllGame : 4/5[9]
- Electronic Gaming Monthly : 30/40[10]
- Player One : 90 %[11]
- Video Games : 73 %[12]

## Postérité
Motocross Maniacs a eu deux suites reprenant un gameplay similaire : Crazy Bikers sur Game Boy Color en 1999 et Maniac Racers Advance sur Game Boy Advance en 2002.
Motocross Maniacs est souvent cité comme faisant partie des meilleurs jeux de la Game Boy et comme un jeu de moto emblématique du genre,.